# Radiostacja R-123

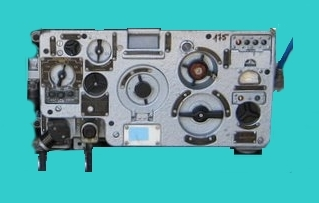
Płyta czołowa radiostacji R-123

Radiostacja R-123 – radiostacja UKF (ultrakrótkofalowa) małej mocy konstrukcji ZSRR. Była produkowana również w innych krajach Układu Warszawskiego. Radiostacja R-123 jest radiostacją nadawczo-odbiorczą z elektrycznym półdupleksem, foniczną modulacją częstotliwości oraz z tłumikiem szumów. Została opracowana jako następca radiostacji R-113.

## Warunki pracy
Konstrukcja radiostacji zapewnia bryzgoszczelność i pyłoszczelność oraz możliwość pracy w trudnych warunkach klimatycznych i mechanicznych. Jest przystosowana do pracy w zakresie temperatury otaczającego powietrza od −50 °C do +50 °C i wilgotności względnej do 98%.

## Przeznaczenie
Radiostacja R-123 jest przeznaczona do zapewnienia łączności radiowej w oddziałach i pododdziałach wojsk lądowych. Głównie stanowi wyposażenie wozów bojowych, czołgów, wozów dowodzenia, aparatowni i innych, wymagających indywidualnych środków łączności. Jest to radiostacja przewoźna, przystosowana do zasilania z sieci pokładowej wozu bojowego.
Wymiana radiowa przez radiostację może się odbywać przez urządzenia końcowe podłączone bezpośrednio (hełmofon, zestaw laryngofoniczny), jak i pośrednio (urządzenia komutacji, przystawki kodowe, telefon R-124).

## Odmiany
- R-123
- R-123M
- R-123MT
- R-123Z – tak zwana dowódcza z dwukrotnie silniejszym nadajnikiem i możliwością współpracy z systemem kodowania UTS (przystawka T-219)

## Zakres częstotliwości
Radiostacja R-123 ma 1261 częstotliwości roboczych, rozmieszczonych co 25 kHz w zakresie od 20 do 51,5 MHz (od 15 do 5,825 m). Regulacja częstotliwości jest płynna, co umożliwia pracę na dowolnej częstotliwości z zakresu. Zakres radiostacji podzielony jest na 2 podzakresy:
- górny – od 20 do 35,75 MHz
- dolny – od 35,75 do 51,5 MHz

Radiostacja jest wyposażona w układ automatyki (ZPCz), pozwalający na wcześniejsze przygotowanie i ustalenie czterech wybranych częstotliwości roboczych.

## Parametry elektryczne
- moc nadajnika ≤ 20 W (≤ 40 W – wersja R-123Z)
- dewiacja sygnału FM 4,5 – 7 kHz
- czułość odbiornika przy stosunku sygnał/szum 10:1
  - przy wyłączonej blokadzie szumów ≤ 3 μV
  - przy włączonej ≤ 6 μV
  - maksymalna odchyłka od częstotliwości nominalnej ± 5 kHz
- zasilanie 26 V (dopuszczalne 22-30 V) z blokiem zasilania typu BZ-26
- zasilanie 12 V z blokiem zasilania typu BZ-13
- pobór prądu ze źródła zasilania (sieci pokładowej)
  - podczas odbioru ≤ 3 A
  - podczas nadawania ≤ 9,6 A

## Anteny i zasięgi łączności
Standardowe anteny używane wraz z radiostacją R-123:
- antena prętowa 4 m (instalowana na pojeździe) – zasięg 15 – 20 km;
- antena AMD-123 (na maszcie o wysokości 10 m) – zasięg 40 – 60 km.